# Catada dinawa
Catada dinawa är en fjärilsart som beskrevs av George Thomas Bethune-Baker 1906. Catada dinawa ingår i släktet Catada och familjen nattflyn. Inga underarter finns listade i Catalogue of Life.